# Джейн Ан Кренц
Джейн Ан Кренц (на английски: Jayne Ann Krentz) е американска писателка на бестселъри в жанра исторически и романтичен трилър. Използва псевдонимите Аманда Куик (на английски: Amanda Quick), Стефани Джеймс (на английски: Stephanie James), Джейн Касъл (на английски: Jayne Castle), Джейн Бентли (на английски: Jayne Bentley), Аманда Глас (на английски: Amanda Glass) и Джейн Тейлър (на английски: Jayne Taylor).

## Биография и творчество
Джейн Ан Касъл-Кренц е родена на 28 март 1948 г. в Коб, Калифорния, САЩ. Нейната майка Алберта Касъл я отглежда заедно с братята ѝ, Стивън и Джеймс, в Бореро Спрингс. Учи в училището в Санта Роса.
Завършва с бакалавърска степен по история Университета на Калифорния в Санта Круз през 1970 г. За да може да започне по-добра работа, завършва с магистърска степен по библиотекознание от Университета на Сан Хосе през 1971 г.
В библиотеката на Сан Хосе се запознава с Франк Кренц, бъдещ инженер-консултант в IT сектора. След дипломирането си те сключват брак и се преместват на Вирджинските острови, където тя работи като учител и библиотекар.
Природата на островите е прекрасна, но работата им не е добра и по-късно те се местят в Северна Каролина, преследвайки кариерата на Франк в НАСА. Джейн Кренц започва да работи в библиотечната система на Университета „Дюк“. Там тя чете много и сама започва да пише първите си романси, защото иска да разкаже историите по своя си начин. Изпраща непрекъснато в продължение на шест години своите произведения до издателите и получава безброй откази. Това не я обезсърчава, а я прави по-добра. През 1979 г., по стечение на обстоятелствата на пазара на романтична литература, сключва договор с първия си издател.
Нейният първи си роман „Нежният пират“ (Gentle Pirate) излиза през 1980 г. под моминското ѝ име Джейн Касъл.
Когато напуска издателя си, тя няма право да публикува под това име в продължение на 10 години. Освен това издателите изискват от авторите да пишат произведенията си в един и същи жанр или поджанр. Затова от средата на 80-те започва до публикува под съпружеското си име и под различни псевдоними. В романите и има мистерия, съспенс или дори паранормални елементи.
Сега тя използва само три от имената, с които пише – Джейн Ан Кренц за съвременния романтичен трилър, Аманда Куик за историческия романтичен трилър и Джейн Касъл за футуристичния паранормален романтичен трилър.
Джейн Ан Кренц е една от водещите авторки на съвременна дамска проза и все повече вярва в значението и приноса на романтичната литература в живота на жените по света. Джейн Кренц е известна със своята работна дисциплина, започвайки да пише от 7 сутринта шест дни в седмицата.
Публикувала е над 120 романа в повече от 35 милиона екземпляра по целия свят. Нейните книги са номинирани над 20 пъти за награди в жанра романтика. Била е над 50 пъти в списъците на бестселърите на „Ню Йорк Таймс“. През 1995 г. получава наградата за цялостно творчество от Асоциацията на писателите на романтика в Америка.
През 2001 г. по романа ѝ „Игра на съдбата“ е направен филмът The Waiting Game с участието на Крис Потър, Чандра Уест и Пола Абдул.
Джейн Ан Кренц живее със съпруга си, Франк Кренц, в Сиатъл, Вашингтон. Обича вегетарианската кухня. Дава значителни средства на 15 начални училища от Сиатъл за разширяване на техните библиотеки.

## Произведения

### Произведения, написани като Джейн Ан Кренц

#### Самостоятелни романи
- Любовен оазис, Uneasy Alliance (1984)
- Призракът на щастието, Ghost of a Chance (1984)
- Наследството, Legacy (1984)
- Тайната на миналото, Man with a Past (1985)
- Игра на съдбата, The Waiting Game (1985)
- Загадъчни сенки, Witchcraft (1985)
- Вярвай на сърцето!, True Colors (1985)
- Нежни окови, The Ties That Bind (1986)
- Между редовете, Between the Lines (1986)
- Обрат на съдбата, Twist of Fate (1986)
- Докосната мечта, The Family Way (1987)
- Коралова целувка, A Coral Kiss (1987)
- Вярвай ми, The Main Attraction (1987)
- Chance of a Lifetime (1987)
- Проверка на времето, Test of Time (1987)
- Среднощни тайни, Midnight Jewels (1987)
- Правото да бъдеш себе си, Full Bloom (1988)
- Докосване на жена, A Woman's Touch (1989)
- Изборът, Lady's Choice (1989)
- Златният шанс, The Golden Chance (1990)
- Нощта на истината, The Wedding Night (1991)
- Silver Linings (1991)
- Too Wild to Wed? (1991)
- Сладко щастие, Sweet Fortune (1991)
- Съдбовно завръщане, Family Man (1992)
- Перфектни партньори, Perfect Partners (1992)
- Скрити таланти, Hidden Talents (1993)
- В клопка (Необуздани сърца), Wildest Hearts (1993)
- Дъхът на страстта, Grand Passion (1994)
- Вярвай ми, Trust Me (1994)
- Абсолютно сигурен, Absolutely, Positively (1996)
- Дълбоки води, Deep Waters (1997)
- Да запалиш нощта, Flash (1998)
- Стъклената къща, Sharp Edges (1998)
- Черно и бяло, Soft Focus (1999)
- Eye of the Beholder (1999)
- Изгубени вещи, Lost and Found (2000)
- Дим в огледалата, Smoke In Mirrors (2001)
- Осъзнати сънища, Falling Awake (2004)
- Най-дългата нощ, All Night Long (2005)
- Ангел хранител, River Road (2014)
- Не се доверявай на никого, Trust No One (2015)

#### Серия „Изгубена колония“ (Lost Colony)
1. Звезден огън, Sweet Starfire (1986)
2. Кристален пламък, Crystal Flame (1986)
3. Shield's Lady (1989) – под псевдонима Аманда Глас

#### Серия „Дар“ (Verity Ames / Jonas Quarrel)
1. Дар от злото, Gift of Gold (1988)
2. Дар от огън, Gift of Fire (1989)

#### Серия „Сънища“ (Dreams)
1. Сънят, Dreams 1 (1988)
2. Споделен сън, Dreams 2 (1988)

#### Серия „Дами и легенди“ (Ladies and Legends)
1. Пиратът, The Pirate (1990)
2. Авантюристът, The Adventurer (1990)
3. Истинският мъж, The Cowboy (1990)

#### Серия „Тъмния залив“ (Eclipse Bay)
1. Eclipse Bay (2000)
2. Dawn in Eclipse Bay (2001)
3. A Summer in Eclipse Bay (2002)

#### Серия „Уиспъринг Спрингс“ (Whispering Springs)
1. Светлина в сянката, Light in Shadow (2002)
2. Истина или предизвикателство, Truth or Dare (2003)

#### Серия „Тъмно наследство“ (Dark Legacy)
1. Огнени кристали, Copper Beach (2012)
2. Пророчески сънища, Dream Eyes (2013)

#### Участие в съвместни серии

##### Серия „Мъже: Произведено в Америка“ (Men: Made in America)
3. Огнени копнежи, Call It Destiny (1984)
от серията има още 23 романа от различни автори

##### Серия „Заслепени“ (Bedazzled)
- Радост, Joy (1988)

от серията има още 3 романа от различни автори

##### Серия „Бунтовници и мошеници“ (Rebels & Rogues)
- Частен детектив, The Private Eye (1991)

от серията има още 21 романа от различни автори

#### Участие в сборници новели
- Dreamscape (1993) – с участието на Боби Хътчинсън и Ан Стюарт
- Everlasting Love (1998) – с участието на Линда Хауърд, Кейси Майкълс, Линда Милър и Карла Негъс
- Heart's Desire (1998) – с участието на Линда Хауърд и Линда Милър
- Dangerous Desires (1999) – с участието на Барбара Делински и Ан Стюарт
- Legacies of Love Collection (1999) – с участието на Стела Камерън и Хедър Греъм
- The Power of Love (1999) – с участието на Деби Макомбър и Даяна Палмър
- Private Eye / Beguiled (1999) – с участието на Лори Фостър
- Meant to Be (2001) – с участието на Барбара Делински и Кристин Ролофсън
- Take 5 (2001) – с участието на Кандейси Скулър и Шерил Удс
- Stolen Memories (2002) – с участието на Стела Камерън и Тес Геритсън
- Bedazzled (2002) – с участието на Рита Клей Естрада и Вики Люис Томпсън
- Everybody's Talking (2003) – с участието на Жасмин Кресуел и Мари Фералела
- Witchcraft / Last Chance Cafe / Bayou Reunion (2003) – с участието на Аманда Стивънс и Ребека Йорк
- One More Time (2003) – с участието на Лин Греъм и Кристин Ример
- Family Passions (2004) – с участието на Барбара Делински и Тес Геритсън
- Tough Enough (2012) – с участието на Б. Дж. Даниелс и Линдзи Маккена

#### Документалистика
- Dangerous Men and Adventurous Women: Romance Writers on the Appeal of the Romance (1992) – награда Susan Koppelman за феминистки изследвания

### Серии, написани под различни собствени псевдоними

#### Серия „Обществото на Аркейн“ (Arcane Society)
1. Second Sight (2006) – като Аманда Куик
2. Невинни лъжи, White Lies (2007) – като Джейн Ан Кренц
3. Клада от страсти, Sizzle and Burn (2007) – като Джейн Ан Кренц
4. The Third Circle (2008) – като Аманда Куик
5. Горещи следи, Running Hot (2008) – като Джейн Ан Кренц
6. The Perfect Poison (2009) – като Аманда Куик
7. The Scargill Cove Case Files (2011) – като Джейн Ан Кренц

#### Серия „Обществото на Аркейн: Мечти“ (Arcane Society: Dreamlight)
1. Проклятието, Fired Up (2009) – като Джейн Ан Кренц
2. Burning Lamp (2010) – като Аманда Куик
3. Midnight Crystal (2010) – като Джейн Касъл

#### Серия „Обществото на Аркейн: Огледалото“ (Arcane Society: Looking Glass)
1. Опасни тайни, In Too Deep (2011) – като Джейн Ан Кренц
2. Quicksilver (2011) – като Аманда Куик
3. Canyons of Night (2011) – като Джейн Касъл

### Произведения, написани под псевдонима Аманда Куик

#### Самостоятелни романи
- Бодигард, Body Guard (1983)
- Gamemaster (1983)
- To Tame the Hunter (1983)
- Под булото на нощта, Nightwalker (1984)
- Gambler's Woman (1984)
- Night of the Magician (1984)
- Чародеят, Wizard (1985)
- Golden Goddess (1985)
- Предпазливият влюбен, Cautious Lover (1985)
- Green Fire (1986)
- The Challoner Bride (1987)
- Saxon's Lady (1987)
- Отдаването, Surrender (1988)
- Прелъстяване, Seduction (1990)
- Скандал, Scandal (1991)
- Рандеву, Rendezvous (1991)
- Красавицата и звярът, Ravished (1992)
- Рицарят, Reckless (1992)
- Desire (1993)
- Dangerous (1993)
- Измама, Deception (1993)
- Mistress (1994)
- Любов и грях, Mystique (1995)
- Mischief (1996)
- Романтична афера, Affair (1997)
- Компаньонката, The Paid Companion (2004)
- Wait Until Midnight (2004)
- Реката знае, The River Knows (2007)
- Otherwise Engaged (2014)
- Garden of Lies (2015)

#### Серия „Бърнинг Коув“ (Burning Cove)
1. Жена с тайни, The Girl Who Knew Too Much (2017)
2. Жената в сенките, The Other Lady Vanishes (2018)
3. Въжеиграчката, Tightrope (2019)
4. Close Up (2020)
5. The Lady Has A Past (2021)
6. When She Dreams (2022)
7. The Bride Wore White (2023)

#### Серия „Ванза“ (Vanza)
1. With This Ring (1998)
2. I Thee Wed (1999)
3. Wicked Widow (2000)
4. Излъжи ме нежно, Lie by Moonlight (2005)

#### Серия „Лавиния Лейк и Тобиас Марч“ (Lavinia Lake / Tobias March)
1. Любов по неволя, Slightly Shady (2001)
2. Don't Look Back (2002)
3. Late for the Wedding (2003)

#### Серия „Дамите от улица „Лантерн“ (Ladies of Lantern Street)
1. Crystal Gardens (2012)
2. The Mystery Woman (2013)

### Произведения, написани под псевдонима Стефани Джеймс

#### Самостоятелни романи
- A Passionate Business (1981)
- Делови роман, Corporate Affair (1982)
- Lover in Pursuit (1982)
- Reckless Passion (1982)
- Жадувана милувка, Velvet Touch (1982)
- Опасна магия, Dangerous Magic (1982)
- Предизвикателството, Stormy Challenge (1982)
- Renaissance Man (1982)
- Въпрос на чест, Affair of Honor (1983)
- Battle Prize (1983)
- Price of Surrender (1983)
- Дяволска клопка, The Silver Snare (1983)
- Raven's Prey (1983)
- Маската, Serpent in Paradise (1983)

#### Серия „Острие“ (Colter)
1. Красавицата и драконът, Fabulous Beast (1984)
2. The Devil to Pay (1985)

#### Участие в сборници новели
- Stranded (1994) – с участието на Патриция Гарднър и Катлийн Корбел

#### Участие в съвместни серии

##### Серия „Родени в САЩ“ (Born in the USA)
5. Second Wife: Arizona (1986)
от серията има още 18 романа от различни автори

### Произведения, написани под псевдонима Джейн Касъл

#### Самостоятелни романи
- Gentle Pirate (1980)
- Queen of Hearts (1980)
- Vintage of Surrender (1980)
- Wagered Weekend (1981)
- Right of Possession (1981)
- Bargain with the Devil (1981)
- Affair of Risk (1982)
- A Man's Protection (1982)
- A Negotiated Surrender (1982)
- Power Play (1982)
- Relentless Adversary (1982)
- Spellbound (1982)
- Conflict of Interest (1983)
- Double Dealing (1984)
- Trading Secrets (1985)

#### Серия „Гуиневир Джоунс“ (Guinevere Jones)
1. The Desperate Game (1986)
2. The Chilling Deception (1986)
3. The Sinister Touch (1986)
4. The Fatal Fortune (1986)

през 2012 г. романите от серията са дигитализирани и записани в аудиокниги

#### Серия „Футуристичния свят на Света Елена“ (Curtain: Futuristic World of St. Helen's)
1. Amaryllis (1996)
2. Кръстопът на чувствата, Zinnia (1997)
3. Orchid (1998)

#### Серия „Светът на Хармони“ (Harmony World)
1. Bridal Jitters (2005)
2. After Dark (2000)
3. After Glow (2004)
4. Ghost Hunter (2006)
5. Silver Master (2007)
6. Dark Light (2008)
7. Obsidian Prey (2009)
8. Canyons of Night (2011)

#### Серия „Футуристичния свят на Хармони“ (Futuristic World of Harmony: Rainshadow)
1. The Lost Night (2012)
2. Deception Cove (2013)

#### Участие в сборници с новели
- Rosa Del Rio / Emerald Morning / Queen of Hearts (1979) – с участието на Кейси Брент и Катрин Лий
- Charmed (1999) – с участието на Джули Беард, Лори Фостър и Ейлийн Уилкс

### Произведения, написани под псевдонима Джейн Бентли

#### Романи
- Maiden of the Morning (1979)
- A Moment Past Midnight (1979)
- Turning Towards Home (1979)
- Hired Husband (1979)
- Sabrina's Scheme (1979)

### Произведения, написани под псевдонима Джейн Тейлър

#### Романи
- Whirlwind Courtship (1979)